# Гайнц Бухольц
Гайнц Бухольц (нім. Heinz Buchholz; 3 серпня 1909, Гольдап — 6 лютого 1944, Атлантичний океан) — німецький офіцер-підводник, корветтен-капітан крігсмаріне.

## Біографія
1 квітня 1929 року вступив на флот. З 3 липня по 30 вересня 1937 року — командир підводного човна U-24, з 1 жовтня 1937 по 26 жовтня 1939 року — U-15, на якому здійснив 2 походи (разом 34 дні в морі), в лютому-липні 1942 року — 1-ї флотилії підводних човнів, з 5 вересня 1942 року — U-195, на якому здійснив 1 похід (126 днів у морі), з 17 жовтня 1943 року — U-177. 2 січня 1944 року вийшов у свій останній похід. 6 лютого U-177 був потоплений в Південній Атлантиці на захід від острова Вознесіння глибинними бомбами американського бомбардувальника «Ліберейтор». 15 членів екіпажу вціліли, 50 (включаючи Бухольца) загинули.
Всього за час бойових дій потопив 5 кораблів загальною водотоннажністю 18 923 тонни і пошкодив 1 корабель водотоннажністю 6797 тонн.
| Дата            | Назва корабля                 | Тип               | Тоннаж | Вантаж | Екіпаж | Загинули | Країна             | Конвой |
| --------------- | ----------------------------- | ----------------- | ------ | --- | ------ | -------- | ------------------ | ------ |
| 10 вересня 1939 | Goodwood (підірвався на міні) | Торговий пароплав | 2,796  | Вугілля | 24     | 1        | Британська імперія |        |
| 21 жовтня 1939  | Orsa (підірвався на міні)     | Торговий пароплав | 1,478  | 2100 тонн вугілля | 20     | 16       | Британська імперія |        |
| 28 грудня 1939  | Resercho (підірвався на міні) | Паровий траулер   | 258    | | 10     | 0        | Британська імперія |        |
| 11 квітня 1943  | James W. Denver               | Торговий пароплав | 7,200  | 6000 тонн цукру, кислоти, борошна, деталей для літаків, транспортних засобів, бульдозерів і 12 літаків Р-38 на палубі | 69     | 2        | США                | UGS-7  |
| 7 травня 1943   | Samuel Jordan Kirkwood        | Торговий пароплав | 7,191  | Баласт (вода) | 71     | 0        | США                |        |
| 12 травня 1943  | Cape Neddick (пошкоджений)    | Торговий пароплав | 6,797  | 7100 тонн продовольства, боєприпасів, авіазапчастин, джипів, 20 танків і палубний вантаж (локомотиви)                 | 76     | 0        | США                |        |

## Звання
- Кандидат в офіцери (1 квітня 1929)
- Морський кадет (10 жовтня 1929)
- Фенріх-цур-зее (1 січня 1931)
- Оберфенріх-цур-зее (1 квітня 1933)
- Лейтенант-цур-зее (1 жовтня 1933)
- Оберлейтенант-цур-зее (1 червня 1935)
- Капітан-лейтенант (1 серпня 1938)
- Корветтен-капітан (1 квітня 1943)

## Нагороди
- Медаль «За вислугу років у Вермахті» 4-го класу (4 роки)
- Нагрудний знак підводника (9 жовтня 1939)
- Залізний хрест
  - 2-го класу (жовтень 1939)
  - 1-го класу (1943)